# 沙潔福
沙潔福（烏爾都語：‎，1893年2月6日—1985年9月1日）。是一名巴基斯坦的法學家和外交官，曾擔任巴基斯坦第一任外交部長，他也是唯一一位巴基斯坦裔國際法院主席。他還擔任過聯合國大會主席， 也是迄今為止唯一一位同時擔任聯合國大會主席和國際法院主席的人。
沙潔福是印巴兩國方案最直言不諱的支持者之一，撰寫了著名的「拉合爾決議」，該決議又被稱為巴基斯坦獨立宣言。他也在決定印巴分治國界線的雷德克里夫委員會中擔任領導者角色。他於1947年8月移居卡拉奇，並成為新成立的巴基斯坦自治領的第一個內閣成員，在利雅卡特·阿里·汗的政府擔任該國的首任外交部長。1954年他辭去外交官的身份，轉任國際法院法官，1958年成為法院的副院長。他於1961年離開海牙，接任巴基斯坦常駐聯合國代表至1964年。
在聯合國任職期間，他還是巴勒斯坦事實上的代表。他於1964年離開聯合國返回國際法院，並於1970年成為國際法院院長。他其後在巴基斯坦拉合爾退休，1985年去世享年92歲。沙潔福被公認為巴基斯坦的國父之一。

## 早年生活
沙潔福於1893年2月6日在錫亞爾科特縣的錫亞爾科特市出生，他的父母是阿赫邁底亞運動的教徒。他在拉合爾政府學院學習並獲得法學學士，1914年從倫敦國王學院畢業。他在倫敦取得律師資格，然後回國在錫亞爾科特和拉合爾執業，並於1926年成為旁遮普立法委員會的成員。

## 事業生涯
沙潔福在英屬印度從事法律工作，曾多次為阿赫邁底亞派系擔任律師。其中兩個他處理過的案件具有里程碑意義，第一個是Hakim Khalil Ahmad Vs. Malik Israfil，這案的判決令阿赫邁底亞派系可以使用伊斯蘭教的宗教場所進行祈禱。第二個案是Narantakath Avullah v. Parakkal Mammu，該案使阿赫邁底亞被視為伊斯蘭教的一部分。
1926年，沙潔福當選旁遮普省立法委員會成員，1931年主持全印穆斯林聯盟德里會議。他參加了1930年至1932年舉行的圓桌會議，會議目的是討論印度的憲法改革。他於1935年5月成為鐵道部長。1939年，他代表印度參加國際聯盟。1942年，他被任命為印度駐中國總代理，並於1945年在英聯邦關係會議上代表印度，就印度獨立發表講話。
從1935年到1941年間，他是印度總督執行委員會的成員。 沙潔福準備了一份關於印度未來地位的文件，分析作為自治領的前景。文件考慮到了獨立後印度穆斯林的擔憂，於是文件最後提出了劃分次大陸的構想。這份文件送到穆罕默德·阿里·真納手中，並在拉合爾舉行的全印穆斯林聯盟會議上提出和獲得通過，這份決議又被稱為「拉合爾決議」，為印巴分治定下基礎。1941年9月，沙潔福被任命為印度聯邦法院的法官，他擔任該職位至1947年6月。應真納的要求，他作為穆斯林聯盟的代表，於1947年7月出席雷德克里夫邊界委員會。
1947年10月，沙潔福作為巴基斯坦代表團團長出席聯合國大會，在巴勒斯坦問題上倡導穆斯林世界團結的立場。 那一年，他被任命為巴基斯坦第一任外交部長，並擔任了七年。1954年，他成為海牙國際法院 (ICJ) 的法官，擔任該職位直至1961年。他於1958年至1961年擔任國際法院副院長。1961年至1964年期間，他擔任國際法院副院長，同時也是巴基斯坦常駐聯合國代表。他還在1962年至1964年間擔任聯合國大會主席。 他後來於重新加入國際法院擔任法官，並於1970年至1973年間擔任主席。